# Okręg borski
Okręg borski (serb. Borski okrug / Борски округ) – okręg we wschodniej Serbii, w regionie Serbia Centralna.

## Podział administracyjny
Okręg dzieli się na następujące jednostki:
- miasto Bor,
- gmina Kladovo,
- gmina Majdanpek,
- gmina Negotin.

## Demografia
- 118 721 – 81,01% – Serbowie
- 16 449 – 11,22% – Wołosi
- 1 529 – 1,04% – Romowie
- 9 852 – 6,73% – pozostali